# 40-мм автоматична гармата Bofors L60
40-мм автоматична зенітна гармата Бофорс L60 (швед. Bofors 40 mm automatkanon) — автоматична зенітна гармата розробки шведської компанії Bofors 1930-х років, що набула значного поширення і стала однією з найпопулярніших зенітних автоматичних гармат середнього типу в збройних силах багатьох країн з часів Другої світової війни і досі. Більшість гармат перебувала в різній якості на озброєнні армії західних союзників, а також деякі захоплені системи використовуються країнами Осі. Подальшою вдосконаленою моделлю успішної артилерійської системи стала зенітна гармата Bofors L70.

## Історія розробки та служби

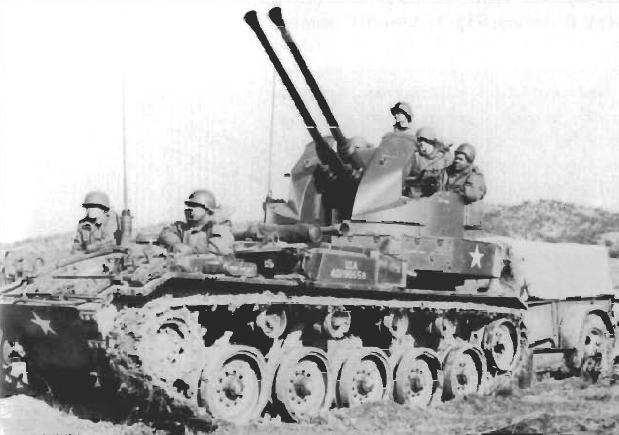
Американська ЗСУ М19, озброєна 40-мм гарматами L/60

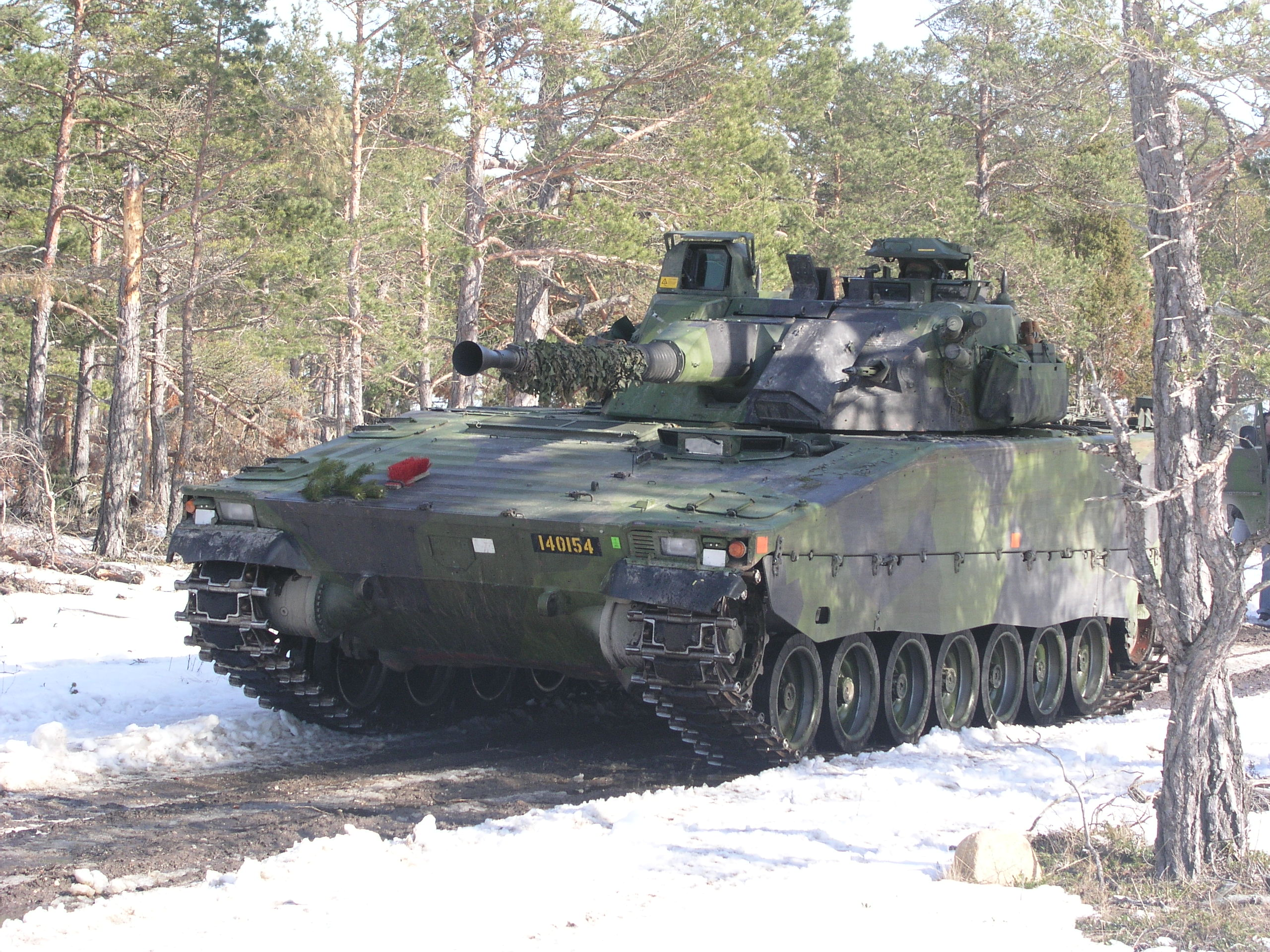
Шведська БМП Strf 90, озброєна 40-мм гарматою L70

У 1922 році військово-морський флот Швеції придбав у «Віккерс» кілька 40-мм гармат QF 2 pounder Mark II в якості зенітних гармат. Але незабаром шведське морське командування звернулося до компанії «Бофорс» з пропозиціями до розробки заміни британській гарматі, незадоволення характеристиками якої висловлювали моряки. Наприкінці 1928 року «Бофорс» підписав контракт. «Бофорс» випустив дослідний зразок гармати, що являла собою зменшену версію 57-мм напівавтоматичної гармати, основного корабельного озброєння шведських міноносців, розробленої ще наприкінці XIX століття компанією «Фіншпанг» (швед. Finspång).
1929 році почалися перші випробування автоматичної гармати, однак артилерійська система мала чимало недоліків, головним з яких була проблема з подачею боєприпасів для підтримання необхідної швидкострільності. Лише у листопаді 1931 року після тривалих модернізацій та глибоких змін нарешті автоматична гармата досягла визначених характеристик, зокрема система вела вогонь зі швидкість 130 пострілів на хвилину. 21 березня 1932 року прототип гармати був представлений представникам комісії шведських ВМС. Однак роботи з удосконалення тривали аж до жовтня 1933 року, доки гармата не була прийнята шведськими військовими та не допущена до серійного виробництва. Але шведи не поспішали з прийняттям новітньої зброї на озброєння, в цьому їх випередили Королівські голландські та Польські ВМС, які замовили L60 ще у липні 1933 та у травні 1934 року відповідно. Шведський флот отримав на свої підводні човни типу «Шьолеюнет» у липні 1936 року.
Автоматика гармати засновувалася на використанні дії віддачі рухомого ствола. Всі дії, необхідні для здійснення пострілу (відкривання затвора після пострілу з екстрагуванням гільзи, зведення ударника, подача снарядів у патронник, закривання затвора і спуск ударника) здійснювалися автоматично. Вручну здійснювалося прицілювання, наведення гармати і подача обойм зі снарядами в магазин.

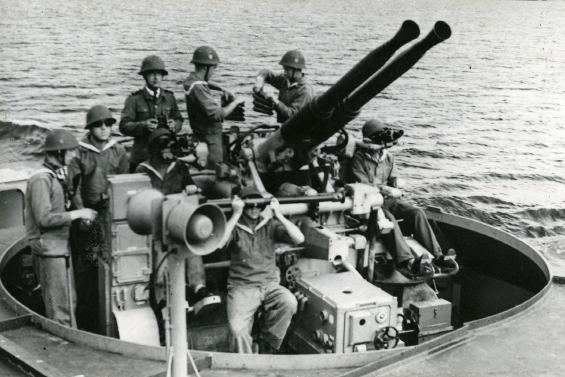
Спарена зенітна установка Bofors L60 на шведському авіаносному крейсері «Готланд»

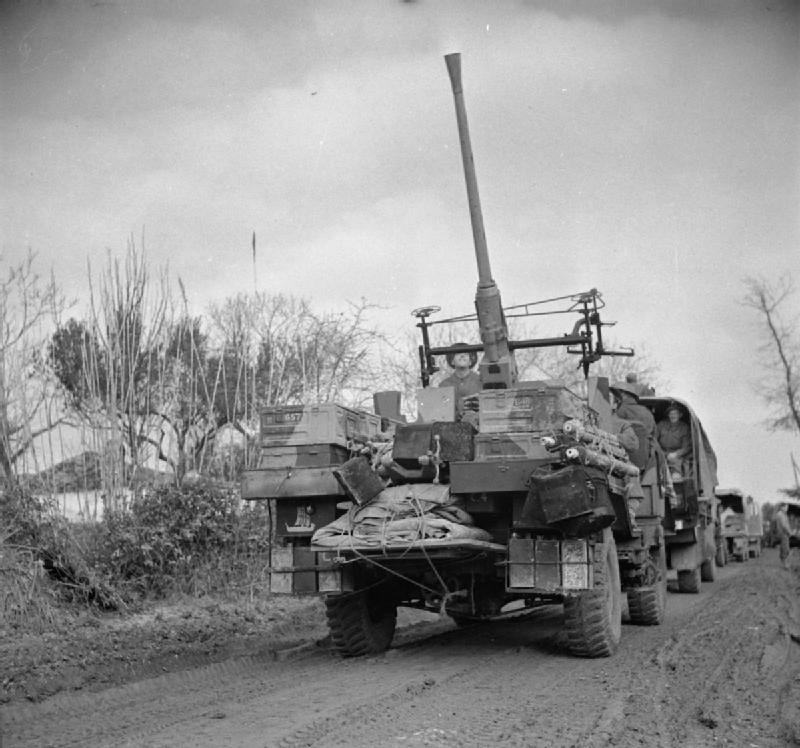
Зенітна установка Bofors L60 на британському тягачі Morris C9/B. Італійський театр війни.

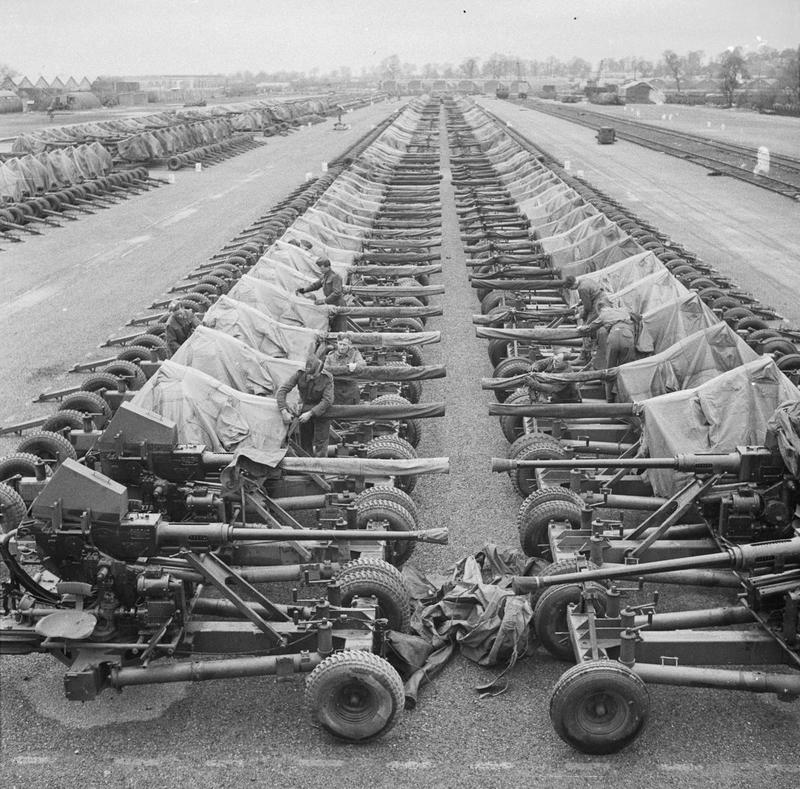
Зенітні гармати Bofors L60 підготовлені до операції «Оверлорд»

Гармата випускала фугасний снаряд вагою 900 грамів (2,0 фунта) зі швидкістю 900 м/с (2960 футів/с) з пострілу 40 × 311. Темп стрільби зазвичай становив близько 120 пострілів на хвилину (2 постріли на секунду), що дещо зростав, коли стволи були ближче до горизонту, оскільки сила тяжіння сприяла подачі з верхнього магазина. Практична скорострільність була ближчою до 80–100 пострілів на хвилину, оскільки снаряди подавалися в казенну частину з чотирьох обойм, які потрібно було замінити вручну. Максимальна досяжна стеля становила 7200 м (23600 футів), але практичний максимум становив близько 3800 м (12500 футів)[джерело?].
Замовлення 40-мм автоматичних гармат Bofors L60
| Рік  | Місяць   | Країна                | Версія для СВ | Версія для ВМС | Версія для ВМС | Стаціонарні |
| Рік  | Місяць   | Країна                | Версія для СВ | Одноствольні   | Двоствольні    | Стаціонарні |
| ---- | -------- | --------------------- | ------------- | -------------- | -------------- | ----------- |
| 1932 | Березень | Швеція                | —             | 1              | —              | —           |
| 1933 | Липень   | Нідерланди            | —             | —              | 5              | —           |
| 1934 | Травень  | Польща                | —             | —              | 2              | —           |
| 1934 | Жовтень  | Швеція                | —             | 2              | —              | —           |
| 1934 | Грудень  | Польща                | —             | —              | 4              | —           |
| 1935 | Липень   | Австрія               | 8             | —              | —              | —           |
| 1935 | Серпень  | Бельгія               | 8             | —              | —              | —           |
| 1935 | Грудень  | Польща                | 60            | —              | —              | —           |
| 1936 | Січень   | Королівство Югославія | —             | 8              | 6              | —           |
| 1936 | Лютий    | Бельгія               | 20            | —              | —              | —           |
| 1936 | Квітень  | Норвегія              | —             | 3              | —              | —           |
| 1936 | Жовтень  | Естонія               | —             | 2              | —              | —           |
| 1936 | Листопад | Швеція                | —             | —              | —              | 58          |
| 1936 | Грудень  | Нідерланди            | 72            | —              | —              | 32          |
| 1936 | Грудень  | Швеція                | —             | —              | —              | 12          |
| 1937 | Травень  | Велика Британія       | 100           | —              | —              | —           |
| 1937 | Серпень  | Аргентина             | 60            | —              | —              | —           |
| 1937 | Вересень | Швеція                | —             | —              | —              | 8           |
| 1937 | Вересень | Франція               | 34            | —              | —              | —           |
| 1937 | Листопад | Фінляндія             | 1             | —              | —              | —           |
| 1938 | Березень | Велика Британія       | 50            | —              | —              | —           |
| 1938 | Березень | Єгипет                | 32            | —              | —              | —           |
| 1938 | Квітень  | Нідерланди            | 52            | —              | —              | —           |
| 1938 | Квітень  | Норвегія              | 8             | —              | —              | —           |
| 1938 | Травень  | Латвія                | 48            | —              | —              | —           |
| 1938 | Липень   | Швеція                | 68            | —              | —              | —           |
| 1938 | Листопад | Велика Британія       | 80            | —              | —              | —           |
| 1938 | Грудень  | Велика Британія       | 100           | —              | —              | —           |
| 1938 | Грудень  | Фінляндія             | 30            | 4              | 2              | —           |
| 1938 | Грудень  | Греція                | —             | —              | 22             | —           |
| 1939 |          | Швеція                | —             | —              | 16             | 53          |
| 1939 |          | Бельгія               | 106           | —              | —              | —           |
| 1939 |          | Данія                 | —             | —              | —              | 2           |
| 1939 |          | Велика Британія       | 179           | —              | —              | —           |
| 1939 |          | Нідерланди            | —             | —              | 24             | —           |
| 1939 |          | Нідерланди            | 21            | —              | —              | —           |
| 1939 |          | Норвегія              | 25            | —              | —              | —           |
| 1939 |          | Португалія            | 54            | —              | —              | —           |

## Варіанти
- 40 mm L/43 — варіант 40-мм зенітної гармати для підводних човнів з висувним кріпленням та з використанням боєприпасів з низьким зарядом
- 40 mm L/60 — версія гармати, що використовувала боєприпаси 40x311mmR. Використовувалася як основне озброєння американських зенітних самохідних установок М19 та M42 Duster. З 1960-х років використовувалася як бортова зброя ганшипів Lockheed AC-130
- 40 mm L/70  — модернізований варіант L/60, що використовував потужніші боєприпаси 40×365R, з швидкострільністю до 240 постр/хв. Основне озброєння шведських БМП Strf 90, американських ЗСУ M247 Sergeant York, сербських PASARS-16, італійських корабельних зенітних установок DARDO тощо

## Країни-експлуатанти
| - Австралія - Австрія - Алжир - Аргентина - Бахрейн - Бангладеш - Бельгія - Боснія і Герцеговина - Беліз - Бразилія - Бруней - Велика Британія - Венесуела - Гватемала - Греція - Данія - Джибуті - Домініканська Республіка - Еквадор - Єгипет - Ємен - Індія - Індонезія - Ісландія - Ірландія - Ірак - Ізраїль | - Іспанія - Італія - Йорданія - Канада - Катар - Кенія - Кіпр - Республіка Китай - Південна Корея - Латвія - Ліван - Лівія - Литва - Малайзія - Мальта - Мексика - М'янма - Нідерланди - Німеччина - Нова Зеландія - Норвегія - ОАЕ - Оман - Пакистан - Панама | - Парагвай - ПАР - Перу - Південний В'єтнам - Польща - Португалія - Саудівська Аравія - Сербія - Сінгапур - США - Судан - Таїланд - Туреччина - Уругвай - Філіппіни - Фінляндія - Франція - Хорватія - Чилі - Шрі-Ланка - Швеція - Швейцарія - Королівство Югославія - Японія |